# اوله آددیایف
اوله آددیایف (انگلیسی: Oleh Avdieiev؛ زادهٔ ۷ آوریل ۱۹۷۳) ورزشکار لژسوار اهل اوکراین است.

## حرفه
وی همچنین یکی از لژسواران در بازی‌های المپیک زمستانی ۱۹۹۸ و ۲۰۰۲ بوده‌است.